# 四氢噻吩
四氢噻吩（英語：Tetrahydrothiophene，缩写为）即“硫杂环戊烷”，分子式为C4H8S，是噻吩经催化氢化后得到的五元饱和含硫杂环化合物。

## 性质
四氢噻吩是无色透明有挥发性的液体，有强烈的不愉快气味。不溶于水，可混溶于乙醇、乙醚、苯、丙酮。
噻吩被还原为四氢噻吩后，不再具有共轭体系和芳香性，因此四氢噻吩显示出一般硫醚的性质，易于氧化为亚砜和砜（环丁砜）。

## 制取
由1,4-二卤丁烷与硫化钠在醇中反应而得，或由噻吩的催化氢化而得。
噻吩的催化加氢比较困难，镍催化剂很容易被噻吩毒化而失效，而用雷尼镍作催化剂时，又常导致脱硫反应，结果是丁烷成为主要产物。除非在二硫化钼或大大过量的钯碳存在下，噻吩才能被还原为四氢噻吩。

## 用途
由于具有强烈的不愉快气味，因此用作城市煤气、天然气等气体燃料的泄露警告剂，被少量加到气体燃料中，替代原来使用的乙硫醇等赋臭剂。此外也用作有机合成原料等。